# Lochar Water
Lochar Water är ett vattendrag i Storbritannien.   Det ligger i riksdelen Skottland, i den centrala delen av landet, 400 km nordväst om huvudstaden London.